# 奥尔瓦讷
奥尔瓦讷（法語：Orvanne，法語發音：[ɔʁvan] ⓘ）是法国塞纳-马恩省的一个曾短暂存在过的市镇，属于枫丹白露区。奥尔瓦讷于2015年由原市镇埃屈埃勒和卢万河畔莫雷合并而成。2016年1月1日，奥尔瓦讷与临近的2个市镇合并为新市镇莫雷-卢万和奥尔瓦讷。

## 地理
“奥尔瓦讷”（Orvanne）一名取自奥尔瓦讷河，其在境内与卢万河汇流。
奥尔瓦讷（48°22'25"N, 2°48'51"E）面积4.94 平方千米，位于法国法蘭西島大區塞纳-马恩省，该省份为法国北部内陆省份，北起瓦兹省，西接埃松省、马恩河谷省、塞纳-圣但尼省和瓦兹河谷省，南至卢瓦雷省，东南接约讷省，东临马恩省和奥布省，东北接埃纳省。
与奥尔瓦讷接壤的市镇（或旧市镇、城区）包括：圣马梅。
奥尔瓦讷的时区为UTC+01:00、UTC+02:00（夏令时）。

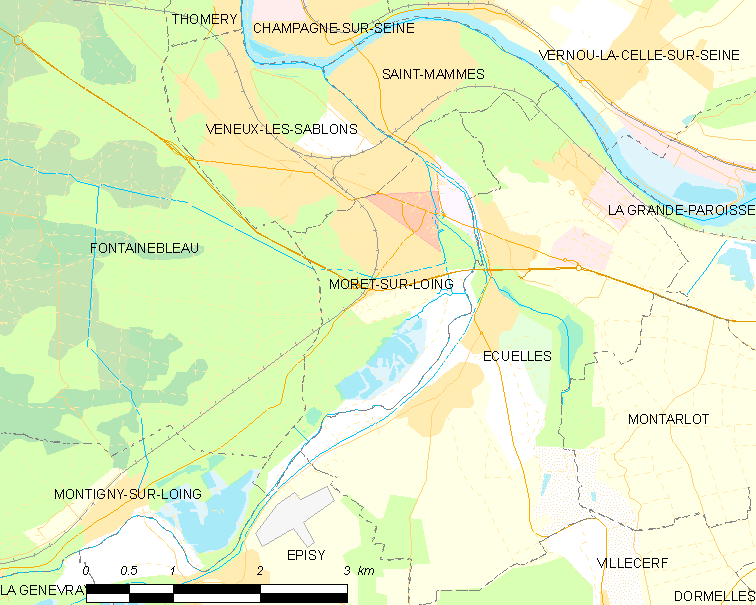
奥尔瓦讷的OSM定位图

## 行政
奥尔瓦讷的邮政编码为，INSEE市镇编码为77316。

## 政治
奥尔瓦讷所属的省级选区为蒙特罗福约讷县。

## 人口
奥尔瓦讷于2015时的人口数量为6795人。